# San Felipe Tepatlán
San Felipe Tepatlán es una localidad del estado mexicano de Puebla. Es cabecera del municipio de San Felipe Tepatlán.

## Demografía
| Censo | Población |
| ----- | --------- |
| 1900  | 1321      |
| 1910  | 1021      |
| 1921  | 1051      |
| 1930  | 979       |
| 1940  | 820       |
| 1950  | 957       |
| 1960  | 741       |
| 1970  | 427       |
| 1980  | 346       |
| 1990  | 466       |
| 1995  | 406       |
| 2000  | 445       |
| 2005  | 416       |
| 2010  | 434       |
| 2020  | 369       |